# Firlej (Lublin)
Firlej is een dorp in het Poolse woiwodschap Lublin, in het district Lubartowski. De plaats maakt deel uit van de gemeente Firlej en telt 1000 inwoners.